# José Báez
José Antonio Báez Mota (nacido el 31 de diciembre de 1953 en San Cristóbal) es un ex infielder dominicano que jugó en la Liga Mayor de Béisbol. Fue firmado por los Dodgers de Los Ángeles en 1972 como amateur, más tarde fue traspasado desde los Dodgers  a los Marineros de Seattle en 1976. Báez era el favorito para el puesto de segunda base dentro del spring training de 1977, aunque originalmente comenzó como receptor.
En su debut el 6 de abril de 1977 contra Los Angeles Angels of Anaheim, Báez entregó el primer hits en la historia de los Marineros. Terminó la temporada de 1977 con un promedio de bateo de .259, 79 hits, un jonrón, 14 dobles y 17 carreras impulsadas en 91 juegos.
Con los Marineros en 1978 bateó para .160 en 50 turnos al bate.
Báez fue cambiado posteriormente a los Cardenales de San Luis por Mike Potter. Báez pasó el resto de la temporada 1978 con el equipo de Triple-A Springfield Cardinals, equipo de ligas menores de los Cardenales. No jugó otro partido de Grandes Ligas antes de ser dejado en libertad en 1979.

## Liga Dominicana
Báez debutó en la Liga Dominicana en la temporada 1974-75 con los Tigres del Licey donde permaneció cinco temporadas, luego fue adquirido por los Leones del Escogido (1978-1982). Báez terminó en la liga con un promedio de bateo de .247, 170 hits, 20 dobles, 5 triples, 59 remolcadas, 80 anotadas en 260 juegos y 689 turnos al bate.

## Vida personal
Báez está relacionado familiarmente con los también ex Grandes Ligas Andy, José y Manny Mota.